# Eduardo Carísio
Eduardo Carísio Sobrinho (ur. 19 stycznia 1996 w Catalão) – brazylijski siatkarz, reprezentant kraju, grający na pozycji rozgrywającego.

## Sukcesy klubowe
Superpuchar Brazylii:
- 2019[10]

Klubowe Mistrzostwa Ameryki Południowej:
- 2020[11]

Mistrzostwo Czech:
- 2024[12]

Superpuchar Turcji:
- 2024[13]

## Sukcesy reprezentacyjne
Mistrzostwa Ameryki Południowej U-23:
- 2016[14]

Mistrzostwa Świata U-23:
- 4. miejsce 2017[15]

Puchar Panamerykański:
- 2018[16]

Igrzyska Panamerykańskie:
- 2019[17]

Mistrzostwa Ameryki Południowej:
- 2019[18]